# Paramochtherus carinatus
Paramochtherus carinatus är en tvåvingeart som beskrevs av Oskar Theodor 1980. Paramochtherus carinatus ingår i släktet Paramochtherus och familjen rovflugor.
Artens utbredningsområde är Israel. Inga underarter finns listade i Catalogue of Life.